# Тепло рідного дому
«Тепло рідного дому» — радянський двосерійний телефільм 1983 року, знятий режисером Геннадієм Карюком на Одеській кіностудії.

## Сюжет
Івана Кужеля обирають головою колгоспу. Перед ним постає багато виробничих проблем. Складно складається особисте життя Івана, якому доводиться розлучитися з коханою жінкою, щоб зберегти сім'ю.

## У ролях
- Тетяна Бєдова — Віра
- Катерина Васильєва — Надя
- Ольга Сіріна — Люба
- Олександр Парра — Іван Кужель, головний агроном, новий голова колгоспу
- Ольга Науменко — Ганна
- Валерій Кравченко — Борис Павлович Ярчак, головний інженер колгоспу
- Микола Волков — Василь Герасимович Слєсарчук
- Федір Сухов — Митя
- Ігор Ерельт — Олександр Іванович
- Ігор Старков — Дмитро Степанович, бригадир, чоловік Дарії Ігнатівни
- Віра Трофімова — Марійка, секретар
- Володимир Юр'єв — Паша, тракторист, племінник Дарії Ігнатівни
- Євген Буренков — Василь Семенович
- Римма Маркова — Дар'я Ігнатівна, мати Михайла
- В'ячеслав Баранов — Мишко, наречений Люби, тракторист, демобілізований десантник
- Борис Гусаков — Юрій Якович Закревський, начальник сільгоспуправління
- Ельвіра Хом'юк — Клавдія, колгоспниця
- Іван Горобець — бригадир
- Наталія Острикова — колгоспниця
- Олександр Амелін — клієнт
- Зоя Буряк — колгоспниця
- Максим Глотов — клієнт
- Володимир Наумцев — виконроб
- Валентин Тюрін — член правління колгоспу

## Знімальна група
- Режисер-постановник: Геннадій Карюк
- Сценарист: Василь Решетников
- Оператор-постановник: Віктор Крутін
- Композитор: Валерій Зубков
- Художник-постановник: Олександр Токарєв
- Редактор: Олег Хом'яков